# ویکتور پرز (بازیکن فوتبال)
ویکتور پرز (انگلیسی: Víctor Pérez؛ زادهٔ ۱۲ ژانویهٔ ۱۹۸۸) بازیکن فوتبال اهل اسپانیا است.
از باشگاه‌هایی که در آن بازی کرده‌است می‌توان به باشگاه فوتبال رئال مادرید، باشگاه فوتبال اوئسکا، باشگاه فوتبال لوانته، باشگاه فوتبال رئال وایادولید، باشگاه فوتبال ویسوا کراکوف، شیکاگو فایر، باشگاه فوتبال کوردوبا، باشگاه فوتبال آلکورکون، و باشگاه فوتبال ختافه اشاره کرد.